# Sielsowiet Wołożyn
Sielsowiet Wołożyn (biał. Валожынскі сельсавет, ros. Воложинский сельсовет) – sielsowiet na Białorusi, w obwodzie mińskim, w rejonie wołożyńskim, z siedzibą w Wołożynie (który nie wchodzi w skład sielsowietu).

## Miejscowości
- agromiasteczka:
  - Bobrowicze
  - Dubina Bojarska
  - Sakowszczyzna
- wsie:
  - Augustowo
  - Bańkowo
  - Batury
  - Białokorzec
  - Bielaki
  - Bombały
  - Bondarszczyzna
  - Borki
  - Borki Niżowe
  - Brylki
  - Bunie
  - Burmaki
  - Burnejki
  - Cajuny
  - Cimkowicze
  - Czabaje
  - Czartowicze
  - Dajnowa Wielka
  - Darahun
  - Doubienie
  - Dubina Juryzdycka
  - Dubina Wierszycka
  - Dworzyszcze
  - Gintowszczyzna
  - Hanczyce
  - Hołuby
  - Honczary
  - Hordynowo
  - Jackowo-Karczemne
  - Jackowo-Kończanie
  - Jackowo-Młynowe
  - Jackowo-Piaski
  - Jackowo-Podrezie
  - Jackowo-Zamostne
  - Jaszkowicze
  - Józefowo
  - Kapuścino
  - Kasztanówka
  - Kibucie
  - Konowały
  - Kozielszczyzna
  - Krażyno
  - Krynica
  - Makarówka
  - Marszałki
  - Mazurka
  - Mińcie
  - Narejsze
  - Niemonie
  - Nosowicze
  - Nowosiółki
  - Pierelesanka
  - Pieszkury
  - Pietraszuńce
  - Podbłoć
  - Polikszczyzna
  - Pomorszczyzna
  - Porycze
  - Prudniki
  - Prudniki Niżowe
  - Pryborne
  - Pytań
  - Raczenięta
  - Rodziewszczyzna
  - Rosoliszki
  - Rum
  - Sakawiszcza
  - Sołonaja
  - Sowiatowicze
  - Stajki
  - Szapowały
  - Szczełkany
  - Ułazowicze
  - Uzbłoć
  - Wialec
  - Wiedzierniki
  - Zafilce
  - Zamościany
  - Żurawce
- osiedle:
  - Pierszamajski
- chutory
  - Bartenicha
  - Podkalino